# The Big Broadcast of 1937
The Big Broadcast of 1937 is een Amerikaanse film uit 1936 onder regie van Norman Taurog.

## Cast
| Acteur        | Personage |
| ------------- | --------- |
| Jack Benny    |           |
| George Burns  |           |
| Gracie Allen  |           |
| Bob Burns     |           |
| Martha Raye   |           |
| Shirley Ross  |           |
| Ray Milland   |           |
| Benny Fields  |           |
| Frank Forest  |           |
| Benny Goodman |           |
| Gene Krupa    |           |